# Nancy Lange
Nancy Ann Lange Kuczynski (Rock Springs, Wisconsin, 20 de enero de 1954) es una politóloga estadounidense. Fue primera dama de la República del Perú durante el gobierno de su esposo Pedro Pablo Kuczynski entre el 28 de julio de 2016 y el 23 de marzo de 2018.

## Vida y trabajo
Lange creció en el pueblo de Rock Springs, Wisconsin, naciendo el pueblo cercano de Baraboo, Wisconsin en 1954. Tiene tres hermanos: una hermana y dos hermanos. No es prima de la actriz estadounidense Jessica Lange, aunque esto ha sido ampliamente informado en los medios. Lange estudió ciencias políticas y relaciones internacionales en la Universidad de Wisconsin. Luego recibió su Maestría en Administración de Empresas (MBA) de la Escuela de Negocios de la Universidad de Wisconsin. Después de completar su MBA, Lange vivió y trabajó en el extranjero en Japón y otros países.
Lange se casó con Pedro Pablo Kuczynski, un economista y político, en 1996. La pareja tiene una hija, Suzanne, graduada en biología de la Universidad de Princeton.
Durante las elecciones generales de 2016, Lange jugó un papel fundamental en la campaña de su esposo como asesora y organizadora. Viajó mucho para hacer campaña en su nombre. Lange creó "Chambeando por el Perú", que impulsó una serie de reformas sociales en zonas remotas del país.

## Primera dama del Perú
Nancy Lange se convirtió en primera dama del Perú el 28 de julio de 2016.
Uno de los primeros eventos públicos de Lange como primera dama fue la marcha de protesta contra la violencia contra las mujeres conocida como "Ni una menos". Ha promovido ampliamente los esfuerzos de los bomberos en Lima, así como otras iniciativas de educación y salud en todo el país.